# ベニイ・グッドマン物語
『ベニイ・グッドマン物語』（ベニイ・グッドマンものがたり、英語: The Benny Goodman Story）はスティーヴ・アレンとドナ・リードが主演しヴァレンタイン・デイヴィース監督作品として1956年にユニバーサル・スタジオからリリースされた伝記映画。この映画は、クラリネット奏者ベニー・グッドマンの人生と成功を描いたものであり、映画の中で用いられているクラリネットのソロは、ほとんどがグッドマン自身が録音したものである。

## 概要
この映画では、グッドマンの人生におけるいくつもの重要なエピソードが取り上げられているが、その細部は必ずしも正確とはいえない形で描かれている。グッドマンのユダヤ系としての背景は、明示的には言及されないが、実際には、ユダヤ系の出自はグッドマンの芸術面にも、私生活にも、何十年にもわたって影響し続けた。作中には、グッドマンが最終的には結婚することになるアリス・ハモンド（ドナ・リードが演じている）との恋愛を断念させようと、グッドマンの母親が彼に「ベーグルにキャビアは合わないのよ (Bagels and caviar don't mix)」と諭す場面がある。

## あらすじ
ベニー・グッドマン少年は、シカゴの音楽教師にクラリネットを習う。グッドマンは、バンドリーダーのエドワード・“キッド”・オリーに、どんな音楽でもよいから一番好きな音楽を演奏しろ、喰うだけのためには演奏するな、と助言される。ベニーはベン・ポラック (Ben Pollack) の巡業楽団の一員となって音楽生活を始める。
ニューヨークで、バンドの受けはよくなかった。ベニーは、ジャズ愛好家のジョン・ハモンドと、その妹アリスに出会う。ベニーは壮麗なハモンド家の屋敷に招かれ、モーツァルトのクラリネット協奏曲を演奏することになる。アリスはベニーが恥をかくのではないかと心配するが、ベニーは非の打ち所のない演奏を披露し、彼女の心遣いに感謝する。
ベニーは、土曜の夜の人気ラジオ番組で演奏するようになり、フレッチャー・ヘンダーソンがベニーのために編曲を提供することを申し出る。西海岸では、東部時関より早い時間帯に放送されていた番組が若者たちの間に大きな反響を巻き起こしていた。ベニーは、ドラムにジーン・クルーパ、ピアノにテディ・ウィルソン、ヴィブラフォンにライオネル・ハンプトンを据えてカルテットを編成する。スタン・ゲッツ本人も出演し短いながらもソロを取る場面がある。
上流社会の娘であるアリスとの恋愛は、ベニーの母親の反対にあうが、ベニーがカーネギー・ホールで演奏会を開くに至ったときにはすべてが上手く収まり、グッドマン夫人は未来の嫁を、隣の席に招くのであった。

## キャスト
| 役名                  | 俳優                     | 日本語吹替                               |
| 役名                  | 俳優                     | NETテレビ版                              |
| --------------------- | ------------------------ | ---------------------------------------- |
| ベニー・グッドマン    | スティーヴ・アレン       | 村越伊知郎                               |
| グッドマン(幼年時代)  | デヴィッド・カスデー     | 白川澄子                                 |
| グッドマン(青年時代)  | バリー・トルエックス     | 前川功人                                 |
| アリス・ハモンド      | ドナ・リード             | 増山江威子                               |
| ハリー・グッドマン    | シェパード・メンケン     | 嶋俊介                                   |
| ハリー(少年時代)      | ジョン・M・アーマン      | 沢井正延                                 |
| ジョン・ハモンド・Jr. | ウィルトン・グラフ       | 中村正                                   |
| ギル・ロートン        | ディック・ウィンスロー   | 仲村秀生                                 |
| ウィラード            | ハイ・アヴァーバック     | 細井重之                                 |
| ジョン・ハモンド・Sr  | ハーバート・アンダーソン | 和田文夫                                 |
| ベニーの父            | ロバート・F・サイモン    | 千葉耕市                                 |
| ベニーの母            | ベルタ・ゲルステン       | 麻生美代子                               |
| 不明 その他           |                          | 北村弘一 辻村真人 原田一夫 加藤修 緑川稔 |
|                       |                          |                                          |
| 演出                  | 演出                     | 山田悦司                                 |
| 翻訳                  | 翻訳                     | 山田小枝子                               |
| 効果                  | 効果                     | 赤塚不二夫                               |
| 調整                  | 調整                     | 坂巻四郎                                 |
| 制作                  | 制作                     | グロービジョン                           |
| 解説                  | 解説                     | 淀川長治                                 |
| 初回放送              | 初回放送                 | 1969年12月21日 『日曜洋画劇場』          |

※日本語吹替はDVDに収録。